# Droga ekspresowa S79

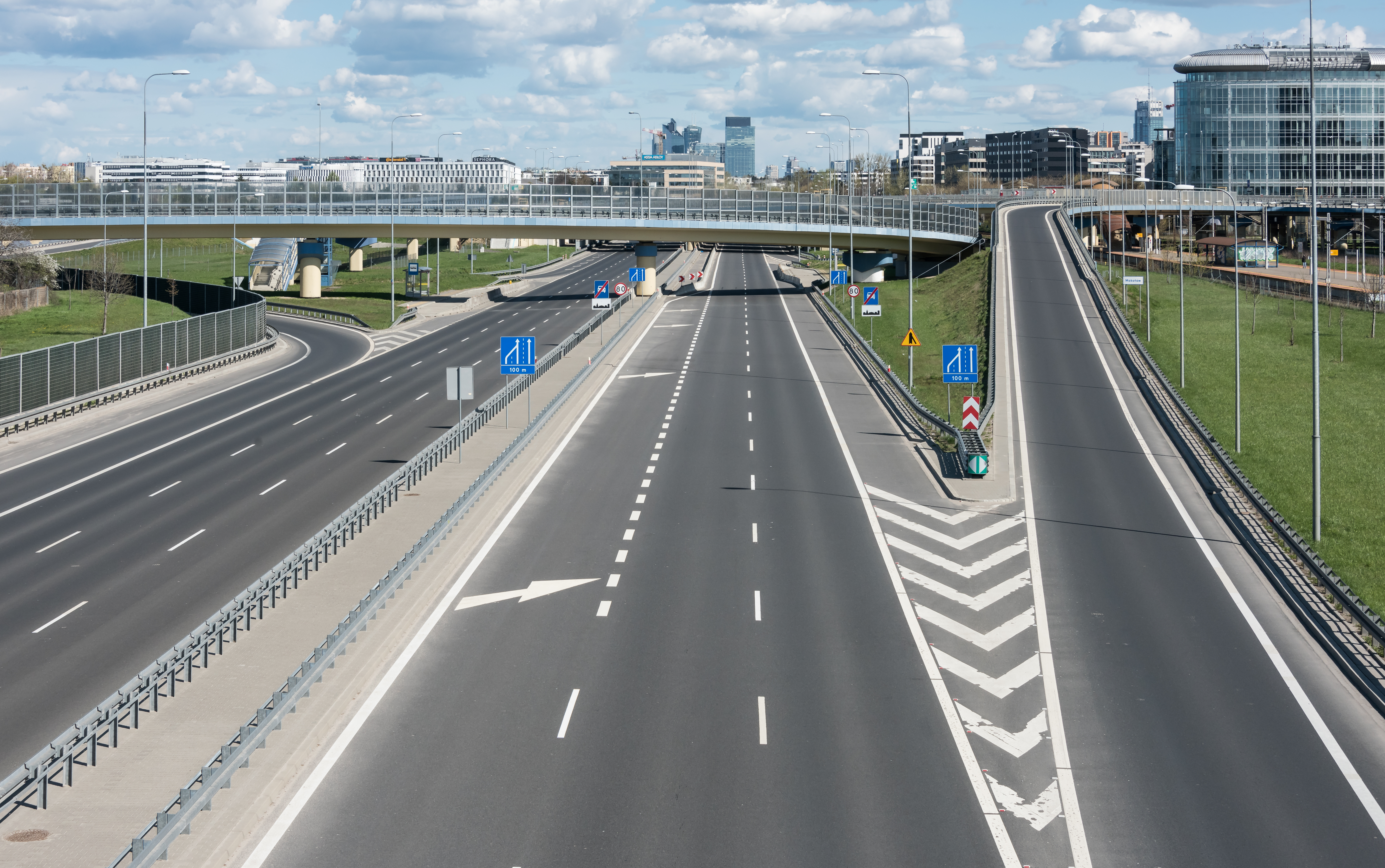
Anschlussstelle Warszawa Marynarska (2021)

Die polnische Droga ekspresowa S79 (poln. für ‚Schnellstraße S79‘) ist eine in Nord-Süd-Richtung verlaufende Zubringerstraße zum südlichen Warschauer Autobahnring (S2), die östlich am Chopin-Flughafen Warschau vorbeiführt und diesen anbinden soll. Im Norden wird sich an die Schnellstraße S79 an eine als „Trasa NS“ bezeichnete Stadtstraße anschließen, die von dem Autobahnknoten bei der Marynarska-Straße bis zum Knoten Armii Krajowej (S7/S8) geführt wird.

## Geschichte
Der Abschnitt zwischen den Knoten Warszawa-Marynarska und Warszawa-Południe (S79; Länge: 4,3 km) befand sich zusammen mit dem Abschnitt zwischen den Knoten Warszawa-Południe und Warszawa-Puławska der S2 (Länge: 3,9 km) von 2009 bis 2013 in Bau und sollte ursprünglich bis April 2012 fertiggestellt werden. Aufgrund von erheblichen Bauverzögerungen erfolgte zunächst die Verkehrsfreigabe des kurzen, 1,4 km langen Teilstücks vom Knoten Warszawa-Marynarska bis zum Knoten Warszawa-Lotnisko am 14. Juni 2013. Die vollständige Fertigstellung und Verkehrsübergabe erfolgte zusammen mit dem Abschnitt der S2 zwischen den Knoten Warszawa-Aleja Krakowska und Warszawa-Południe am 5. September 2013.

## Trasa N-S
Die Schnellstraße Trasa N-S (Trasa Północ-Południe) ist in Nord-Süd-Richtung zur Entlastung der westlichen Warschauer Stadtbezirke sowie als Ortsumgehung zum westlichen Autobahnring (S2/S7/S8) geplant.

### Verlauf
- Warszawa-Al. Armii Krajowej (Kreuz mit S7 und S8)
- Warszawa-Ul. Górczewska
- Warszawa-Ul. Połczyńska
- Warszawa-Aleje Jerozolimskie
- Warszawa-Ul. Grójecka
- Warszawa-Ul. Marynarska (Fortsetzung als S79)